# Giuseppe Amato Pojero
Giuseppe Amato Pojero (Palerme, 4 janvier 1863 – Palerme, 30 septembre 1940) est un philosophe et banquier italien.
Membre d'une famille d'entrepreneurs de Palerme, il fonde avec son frère la Banca Siciliana di Anticipi e Sconti et la gère un temps.
Il crée et anime la  Biblioteca filisofica à Palerme.

## Biographie
Giuseppe Amato Pojero est le petit-fils de l'armateur et financier Michele Pojero, consul général d'Autriche-Hongrie. 
Diplômé en mathématiques et physique à Pise en 1884, et en droit à Naples en 1886, il s'inscrit à la faculté de médecine à Naples puis à Berlin, mais revient à Palerme à cause de problèmes de santé. 
Avec son frère, le futur homme politique Michele, il fonde la Banca Siciliana di Anticipi e Sconti. Il se consacre un temps à la gestion de cette banque puis se retire dans sa villa près de Via Liberta' et du Jardin anglais. Il y anime dans les années 1890 et 1900 un groupe d'intellectuels qui devient la Société d'études philosophiques puis la Bibliothèque philosophique de Palerme en 1910. 
La Biblioteca filisofica est active jusqu'en 1937, date à laquelle elle devint une section de l'Académie des sciences, des lettres et des arts. Elle est dirigée par Giovanni Gentile jusqu'en 1916 et est le cercle philosophique italien le plus actif d'Italie durant les cinq années précédant la Première Guerre mondiale. Y participent d'importants savants italiens et étrangers tels que les philosophes Adolfo Omodeo, Guido De Ruggiero, Vito Fazio Almayer, Giuseppe Saitta, Giuseppe Carlotti, Santino Caramella et Ferdinando Albeggiani, Cosmo Guastella et Francesco Orestano, les pédagogues Giuseppe Lombardo Radice et Gino Ferretti, les mathématiciens Gaetano Scorza et Corradino Mineo, l'historien Gaetano Mario Columba, l'homme de lettres Giovanni Alfredo Cesareo, le père Agostino Gemelli, le père Gillet et Franz Brentano. le romaniste S. Riccobono, Guido Jung
Il est également membre du Cercle mathématique à partir de 1887, et du Cercle juridique de Luigi Sampolo.